# Секунд-поручик
Секунд-поручик — обер-офицерский чин Русской армии.
Слово Секунд как приставка («секунд-») к другому слову означает «второй», «подчинённый», то есть секунд-поручик, это второй поручик.
В XVIII—XIX веках встречался также орфографический вариант секунд-порутчик.

## История
Поручик, то есть порученец, офицер для поручений в роте, изначально поручики, а их было два, то есть в формировании у капитана (командира роты) были два помощника порученца. В русской армии чин поручика впервые зафиксирован в «Учении и хитрости воинского строя» — военном руководстве для солдатских полков «нового строя», изданном в 1649 году. Впоследствии из помощника капитана (командира роты) поручик превратился в командира полуроты, а позднее и командира плутонга.
Чин секунд-поручик введён в ВС России Петром I, в 1703 году, в артиллерии (в пехоте подпоручик), возможно, для того чтобы ликвидировать в формированиях ненужные выяснения, кто главнее из двух поручиков, и разграничить их должностные обязанности, заменённый в «Табели о рангах» 1722 года на чин подпоручик.
Чин Секунд-поручик существовал в артиллерии в период с 1722 года по 1796 год.